# Ermita de Polop
L'Ermita de Polop o Ermita de Sant Isidre Llaurador està situada a la Vall de Polop, Alcoi, (l'Alcoià) entre els parcs naturals de la Serra de Mariola i de la Font Roja.
L'ermita va ser construïda al segle xvii o xviii per donar servei religiós a les nombroses masies de la Vall de Polop i la seua construcció va ser impulsada pels habitants de les masies de la vall. Està consagrada al culte de Sant Isidre Llaurador.
Administrativament, pertany a la partida rural de Polop Alt, a Alcoi. Eclesiàsticament, l'ermita va ser constituïda en parròquia el 15 de juny de 1972, encara que és atesa pel rector de Sant Josep Obrer del barri alcoià de Batoi, el barri més proper a la vall a Alcoi, pertanyent també a l'Arxidiòcesi de València.
Arquitecturalment, consta d'una única nau central de planta rectangular i mesura 15,56 per 3,97 metres, forma dos altars o capelles en tots dos laterals construïdes per particulars els noms de les quals figuren en elles. L'ermita consta també de l'antiga rectoria, l'habitatge del rector. Fins a finals del segle xix l'ermita va estar habitada pel rector, el qual disposava d'un habitatge propi annexa a la pròpia ermita.

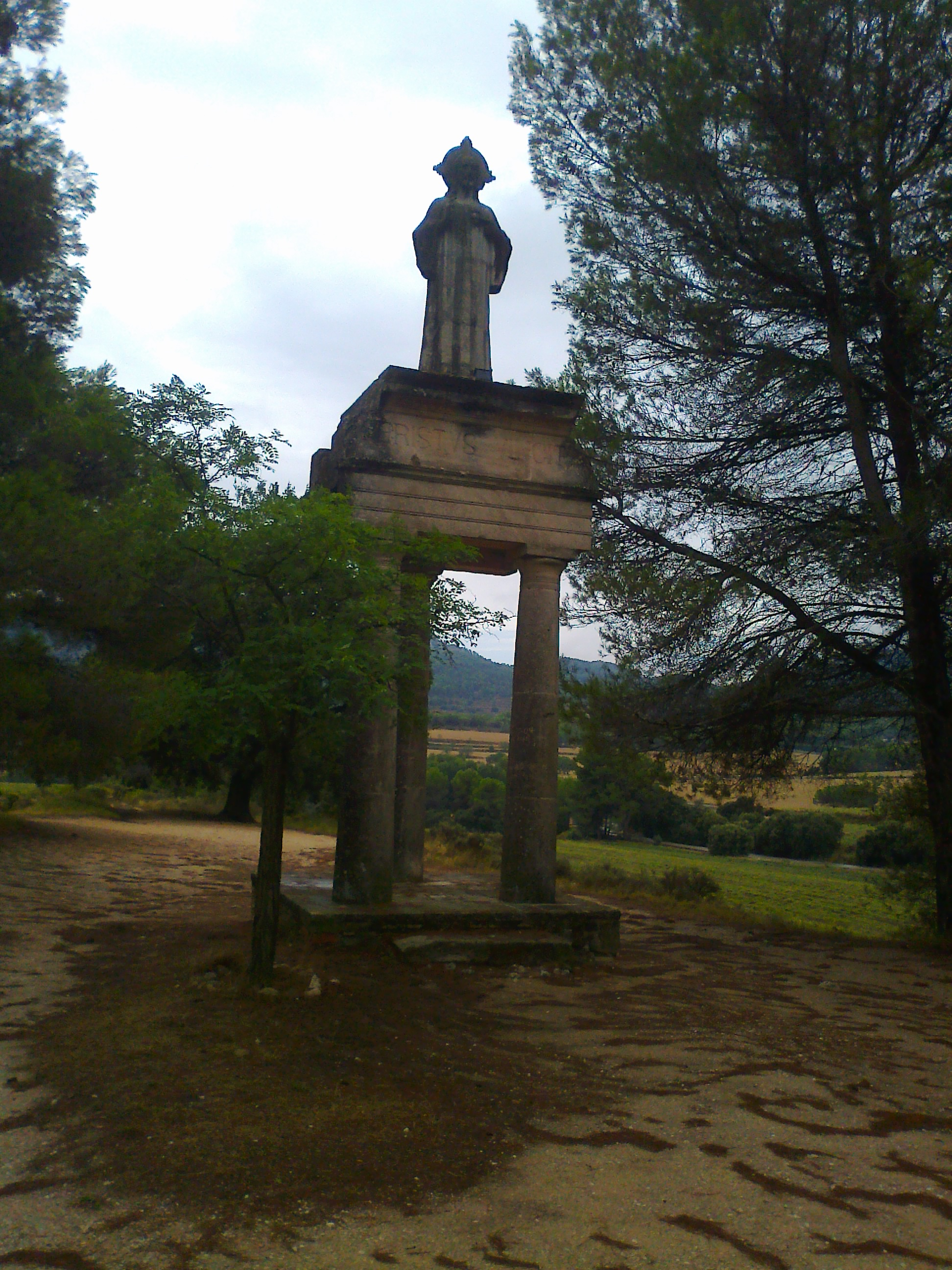
Monument dedicat al Sagrat Cor de Jesús a l'Ermita de Polop, Alcoi.

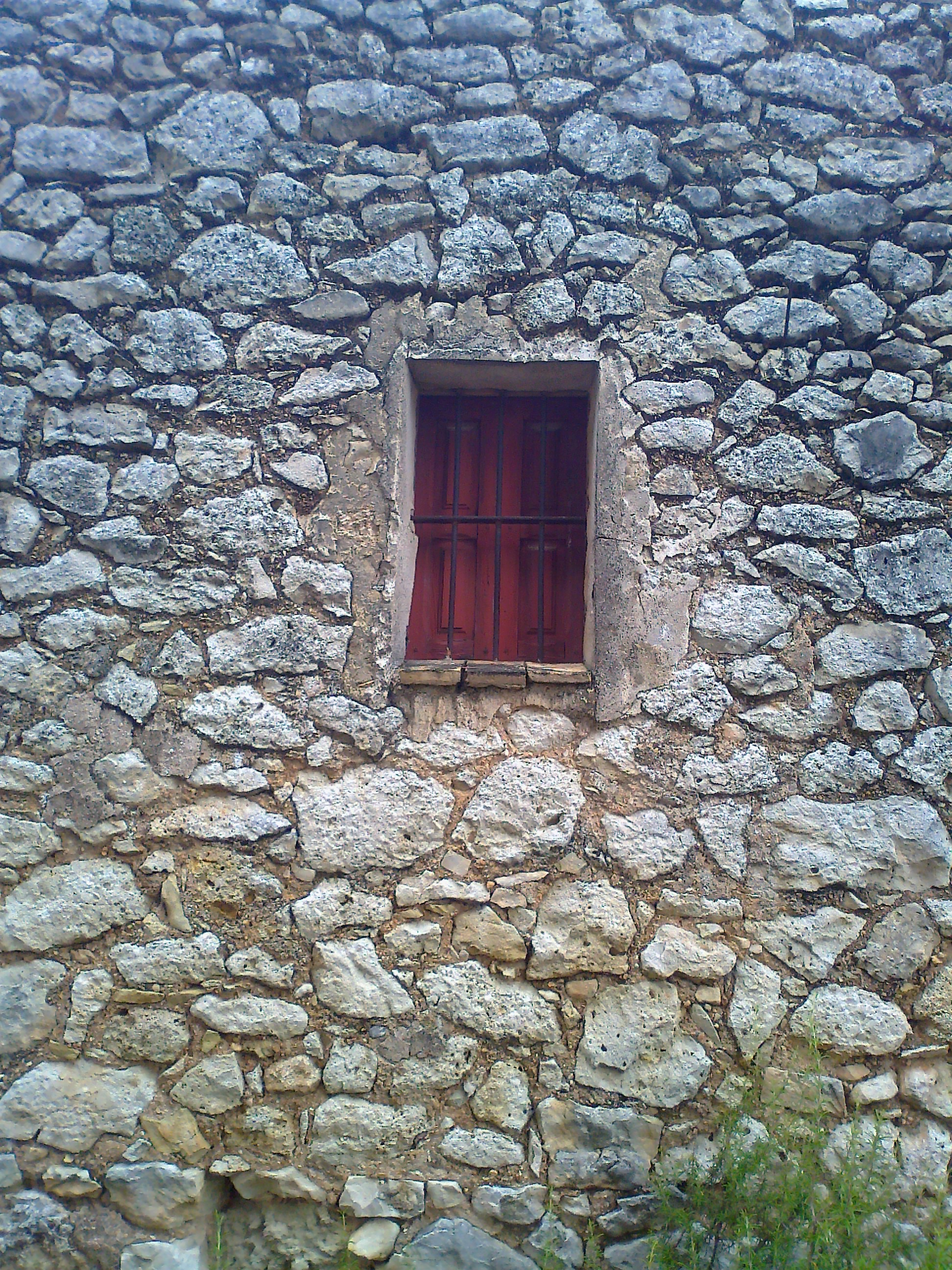
Detall de l'Ermita de Polop.

En l'exterior consta d'una esplanada entre pins, amb un monument dedicat al Sagrat Cor de Jesús de l'artista alcoià Ferran Cabrera i Cantó. Té una base realitzada sobre pedra calcària i sobre ella s'alcen tres columnes d'ordre dòric. En el seu fris hi ha una inscripció en llatí Chcristus Vincit i en la part posterior MCMXVII, l'any 1917 de la seua construcció. Finalment està rematat per una figura de Jesús.
Tradicionalment ha estat sustentada i mantinguda per les masies de la vall. El seu estat de conservació és bo. Fins fa poc, les cadires de l'ermita estaven retolades en el seu respatller amb el nom de cada masia que les va aportar.
En l'ermita se celebra la tradicional processó de la benedicció dels camps de la vall de Polop en l'últim diumenge del mes d'agost. La celebració està dedicada a Sant Isidre i demana anualment per les bones collites dels camps i l'agricultura de la vall.

## Himne de Polop
Durant la celebració de la Processó de la benedicció dels camps també es canta un senzill però centenari himne propi de la vall, popularment conegut com a Himne de Polop. El seu contingut és de caràcter religiós.